# Ola Pehrson
Ola Pehrson, född 26 augusti 1964 i Råsunda, död 14 april 2006 i Råsunda, svensk konstnär.

Pehrson studerade vid Kungliga konsthögskolan i Stockholm 1992-1997 och vid Hochschule der Kunste i Berlin 1994. Han tilldelades Ester Lindahls stipendium 2003. Pehrson och hans sambo konstnären Lena Gustavsson och två av parets tre barn omkom i en bilolycka utanför Ljusdal 2006.